# Droom Groot
Droom Groot is een single van de Nederlandse artiest Joost Klein, uitgebracht op 25 augustus 2023. 

## Achtergrond
Droom Groot is geschreven door Joost Klein in samenwerking met Tantu Beats, die ook verantwoordelijk was voor de productie. Het nummer valt binnen het genre gabberpop, een term die ook in de intro van het lied wordt genoemd. Tijdens het optreden van Joost op het festival Lowlands in 2023 werden de stemmen van het publiek opgenomen door Tantu Beats en verwerkt tot achtergrondzang in het nummer.
Het nummer lag oorspronkelijk ongebruikt in zijn Dropbox, maar na het succes van Friesenjung en de toegenomen aandacht voor Joost besloot hij Droom Groot uit te brengen. Op 29 september 2023 werd de single uitgeroepen tot 3FM Megahit.
De titel van het nummer verwijst naar het motto van Joost Klein: "Joost Klein, Droom Groot". De tekst behandelt de moeilijke periodes die Klein heeft doorgemaakt en hoe hij deze heeft overwonnen. In de tekst zijn ook verwijzingen te horen naar het lied Opzij van Herman van Veen, de tekenfilmfiguren Kwik, Kwek en Kwak en het computerspel Minecraft.
Er gingen geruchten dat Droom Groot Joost's inzending zou zijn voor het Eurovisiesongfestival 2024, dit bleek later Europapa te zijn.

## Hitnoteringen
Het lied bereikte de 82e plaats in de Single Top 100 en stond twee weken in deze hitlijst. Het haalde echter de Top 40 en de Tipparade niet.